# Kondratowa Polana
Polana Kondratowa – położona na wysokości ok. 1300–1370 m n.p.m. polana zajmująca płaskie dno Doliny Kondratowej w Tatrach Zachodnich. Powstała na dnie stawu morenowego, który wytworzył się w kotle lodowcowym. Dawniej była koszona, stanowiła część Hali Kondratowej. Stały na niej szałasy, szopy i bacówka. Ostał się tylko jeden z nich – bacówka, która w 1984 r. została przez Muzeum Tatrzańskie wyremontowana. Stoi w dolnej części polany i jest niewidoczna ze szlaku turystycznego.
Od kiedy zaprzestano użytkowania gospodarczego polany, jej obszar zmniejsza się w wyniku zarastania przez las. W 1955 polana miała powierzchnię ok. 27 ha, ale w 2004 w wyniku zarośnięcia jej powierzchnia zmniejszyła się o ok. 44%.
Turyści wędrujący polaną zwykle zatrzymują się przy schronisku PTTK na Hali Kondratowej. Jest to najmniejsze z tatrzańskich schronisk w polskiej części Tatr. Obok niego na polanie znajduje się kilka ogromnych głazów. Pochodzą one z lawiny kamiennej, która w 1953 r. oberwała się ze zboczy Długiego Giewontu. Jeden z nich, ważący ok. 50 ton, uderzył w ścianę schroniska, uszkadzając je.
Na polanie bacował m.in. Wojtek Gał z Olczy, znany również z tego, że uprawiał zbójnictwo. W początkach rozwoju narciarstwa w Tatrach istniał na polanie (przed 1910 r.) schron narciarski wybudowany przez Uznańskich, ówczesnych właścicieli tych terenów. Przed II wojną światową istniało tutaj prywatne „dzikie” schronisko turystyczne. Po wojnie zostało rozebrane. Obecne, stojące na wysokości 1333 m n.p.m. zostało wybudowane w 1948 r.
Z rzadkich w Karpatach gatunków roślin stwierdzono występowanie złoci małej i podejźrzona rutolistnego.

## Szlaki turystyczne
z Kuźnic do schroniska, a stąd dalej na Kondracką Przełęcz i Giewont
- Czas przejścia z Kuźnic do schroniska: 1:20 h, ↓ 1 h
- Czas przejścia ze schroniska na Giewont: 1:45 h, ↓ 1:15 h

 od schroniska na Przełęcz pod Kopą Kondracką. Czas przejścia: 1:20 h, ↓ 1 h.

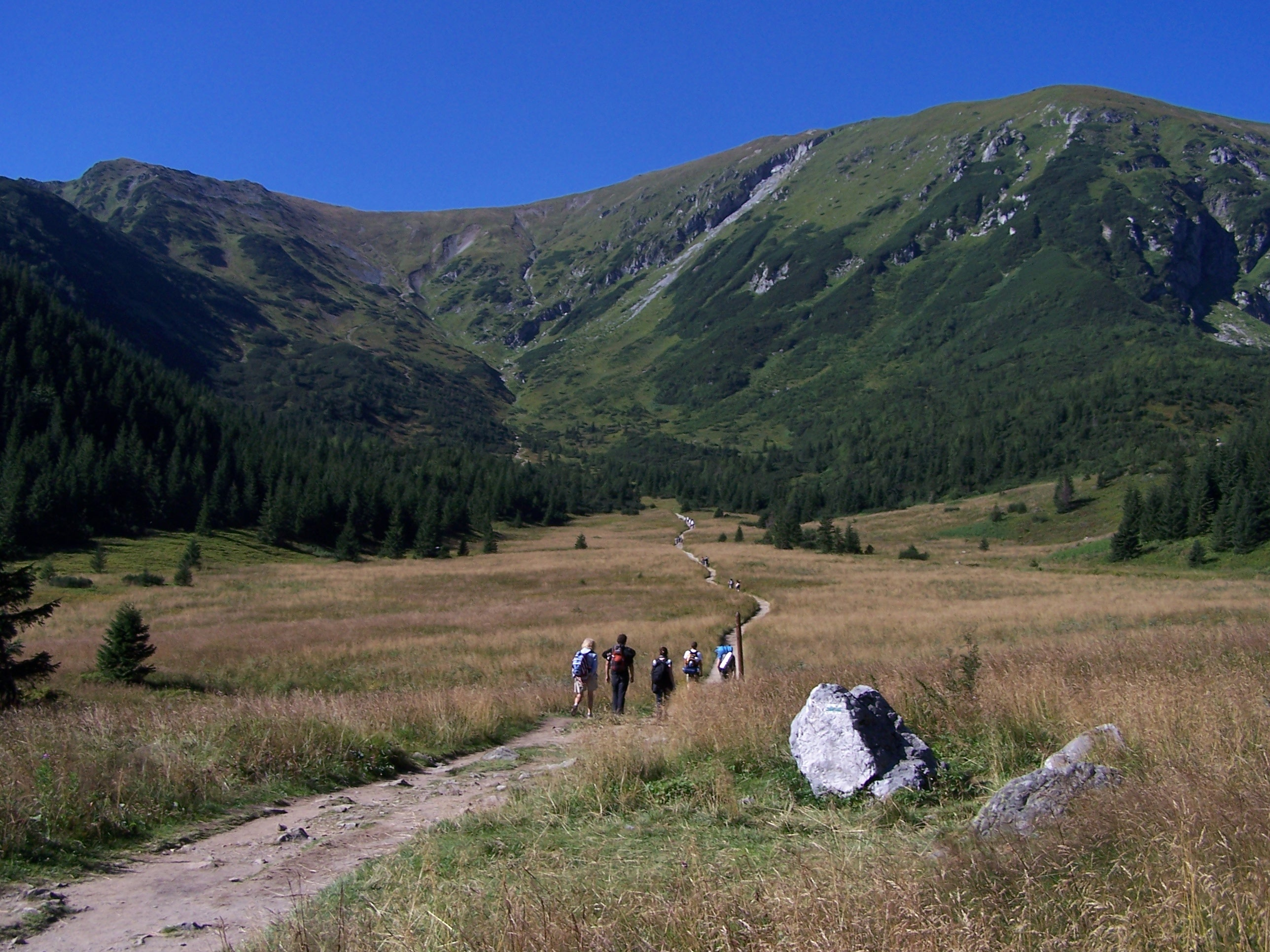
Polana Kondratowa i Kopa Kondracka
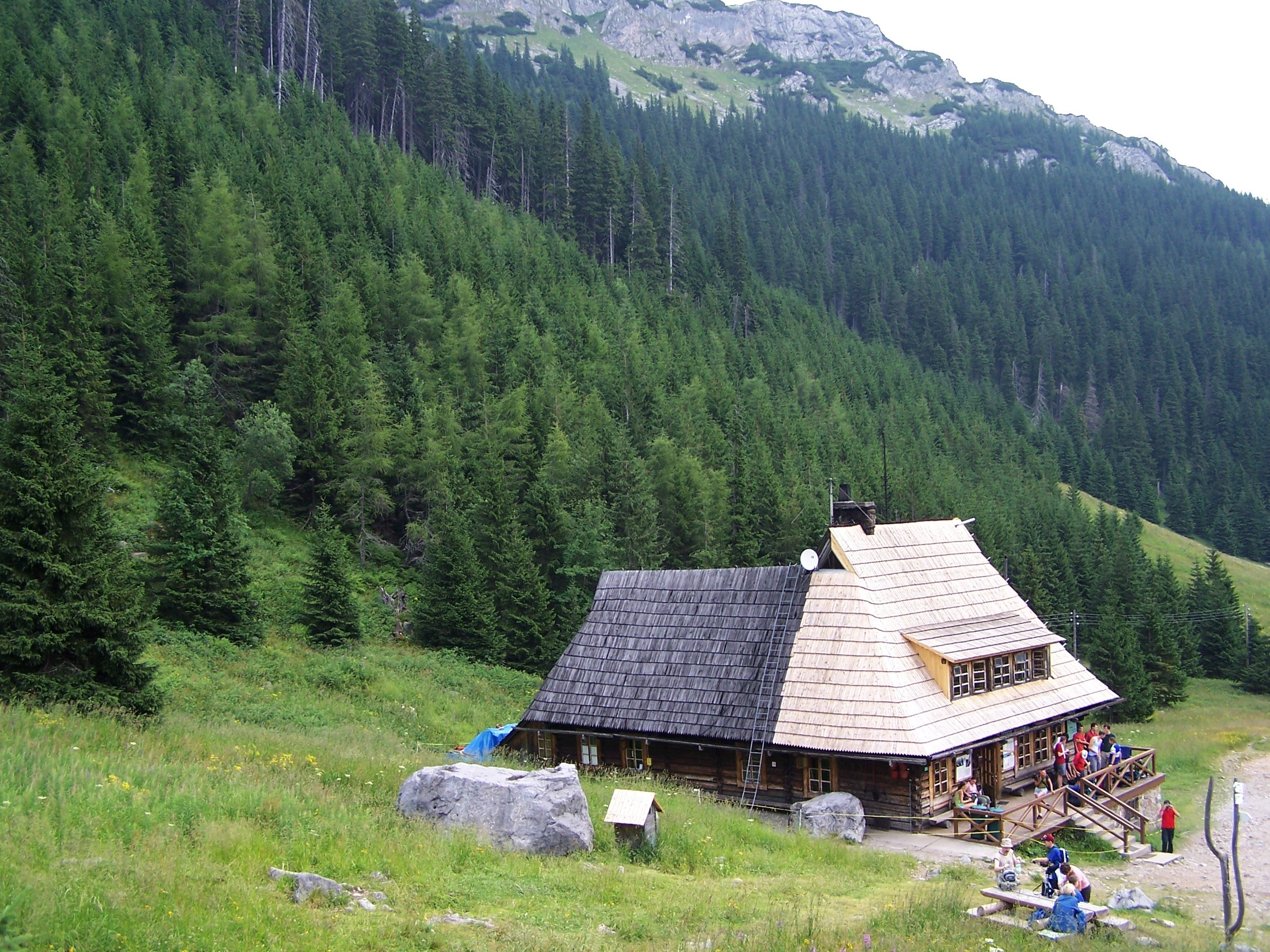
Schronisko na Hali Kondratowej
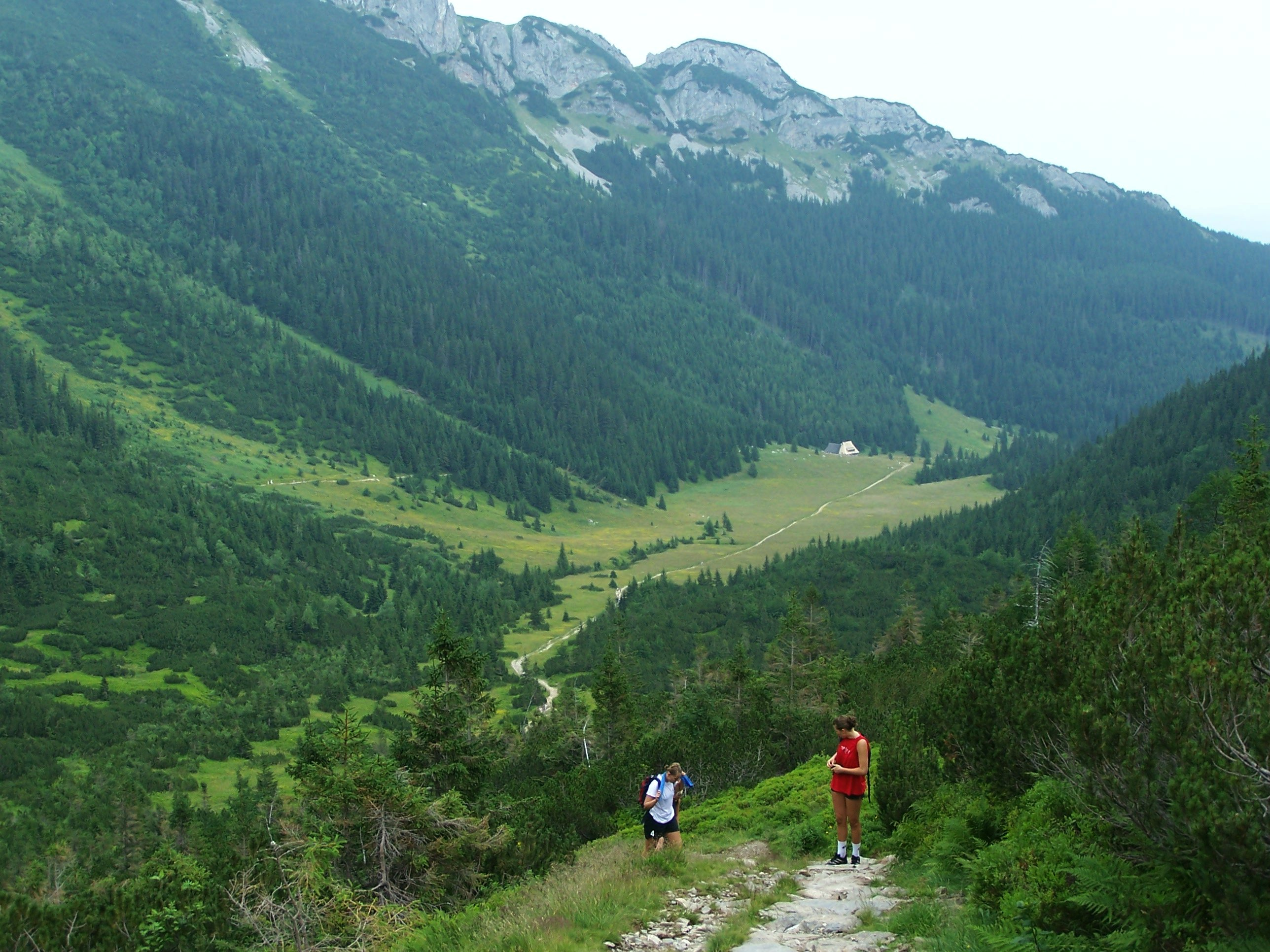